# Hemerobius paruulus
Hemerobius paruulus är en insektsart som beskrevs av Müller 1764. Hemerobius paruulus ingår i släktet Hemerobius och familjen florsländor. Inga underarter finns listade i Catalogue of Life.